# Tarifbestimmungen
Tarifbestimmungen sind ein Regelwerk im öffentlichen Personenverkehr, in dem die Fahrpreise (Beförderungsentgelte) und Benutzungsbedingungen der einzelnen Fahrausweise festlegt sind. Sie gelten für die Beförderung von Personen sowie für die Beförderung von Sachen und Tieren auf den Linien der Verkehrsunternehmen, z. B. im öffentlichen Personennahverkehr. 
Im Einzelnen werden in Tarifbestimmungen die folgenden Regelungen des Tarifsystems dargestellt:
- die Tarifstruktur (z. B. die Einteilung in Tarifgebiete oder Zonen)
- die Art der Fahrkarten (das Fahrkartensortiment)
  - das Fahrkartengrundsortiment (Einzelfahrkarten und Tages-, Wochen-, Monatskarten etc.)
  - Zuschlagskarte für zuschlagpflichtige Verkehre (schnellere Züge, Züge mit höherem Komfort, Schnellbusse  oder Anruf-Sammel-Taxis)
  - Übergangsfahrkarte (für die Nutzung einer höheren Wagenklasse)
  - Ergänzungsfahrkarte (u. a. Anschlusstickets bei Überschreitung eines örtlichen Zeitkarten-Geltungsbereiches)
  - Zusatzfahrkarten für die Gepäck-, Tier-, Fahrradbeförderung usw.
- Einzelbestimmungen zu den einzelnen Fahrkartenarten (Beschreibung der angebotenen Fahrausweisarten)
- besondere Bestimmungen u. a. zur Beförderung von Schwerbehinderten oder von  Polizeibeamten in Uniform.

Die Tarifbestimmungen werden durch separate Beförderungsbedingungen ergänzt; beide entweder durch das Verkehrsunternehmen oder den Verkehrsträger, z. B. den Verkehrsverbund, festgelegt und gelten nebeneinander. Beförderungsbedingungen können auch z. B. landesweit einheitlich geregelt und durch die regionalen Unternehmen bzw. Verbünde einzeln übernommen werden (dies ist zzt. in Nordrhein-Westfalen der Fall).